# Імре Ковач
Імре Ковач (угор. Kovács Imre, 26 листопада 1921, Будапешт — 9 березня 1996, Будапешт) — угорський футболіст, що грав на позиції півзахисника, зокрема, за клуб МТК, а також національну збірну Угорщини. По завершенні ігрової кар'єри — тренер.
Олімпійський чемпіон Гельсінкі. Триразовий чемпіон Угорщини. Володар Кубка Мітропи. Дворазовий чемпіон Угорщини (як тренер). Володар Кубка Мітропи (як тренер).

## Клубна кар'єра
У футболі дебютував виступами за команду «Татабанья».
Згодом захищав кольори команди «Діошдьйор».
1945 року перейшов до клубу МТК (Будапешт), за який відіграв 14 сезонів. Більшість часу, проведеного у складі МТК, був основним гравцем команди. За цей час тричі виборював титул чемпіона Угорщини, ставав володарем Кубка Мітропи. Завершив професійну кар'єру футболіста виступами за команду МТК у 1959 році.

## Виступи за збірну
1948 року дебютував в офіційних матчах у складі національної збірної Угорщини. Протягом кар'єри у національній команді провів у її формі 8 матчів.
У складі збірної був учасником  футбольного турніру на Олімпійських іграх 1952 року у Гельсінкі, здобувши того року титул олімпійського чемпіона.
Був присутній в заявці збірної на чемпіонаті світу 1954 року у Швейцарії, але на поле не виходив.

## Кар'єра тренера
Розпочав тренерську кар'єру, ще продовжуючи грати на полі, 1956 року, очоливши тренерський штаб клубу МТК.
1970 року став головним тренером команди «Відеотон», тренував клуб з Секешфегервара один рік.
Згодом протягом 1971–1973 років очолював тренерський штаб клубу «Уйпешт».
1974 року прийняв пропозицію попрацювати у клубі МТК. Залишив клуб з Будапешта 1975 року.
Протягом 3 років, починаючи з 1978, був головним тренером команди «Дьйор».
Протягом тренерської кар'єри також очолював команди КСІ, «Канал Суец», «Печ» та «Шалготар'ян».
Останнім місцем тренерської роботи був клуб «Ньїредьгаза», головним тренером команди якого Імре Ковач був протягом 1984 року.
Помер 9 березня 1996 року на 75-му році життя у місті Будапешт.

## Титули і досягнення

### Як гравця
- Олімпійський чемпіон: 1952
- Віце-чемпіон світу: 1954
- Чемпіон Угорщини (3):

МТК: 1951, 1953, 1957—1958
- Володар кубка Угорщини (1):

МТК: 1951—1952
- Володар Кубка Мітропи (1):

МТК: 1955

### Як тренера
- Чемпіон Угорщини (2):

«Уйпешт»: 1971—1972, 1972—1973
- Володар Кубка Мітропи (1):

МТК: 1963